# Катастрофа DC-8 в Детройте
Катастрофа DC-8 в Детройте — авиационная катастрофа, произошедшая ночью 11 января 1983 года. Грузовой самолёт Douglas DC-8-54F авиакомпании United Airlines Cargo выполнял плановый внутренний рейс UA2885 по маршруту Кливленд—Детройт—Лос-Анджелес, но уже через 30 секунд после вылета из Детройта перешёл в глубокий крен и рухнул в поле и полностью разрушился. Погибли все находившиеся на его борту 3 члена экипажа.

## Самолёт

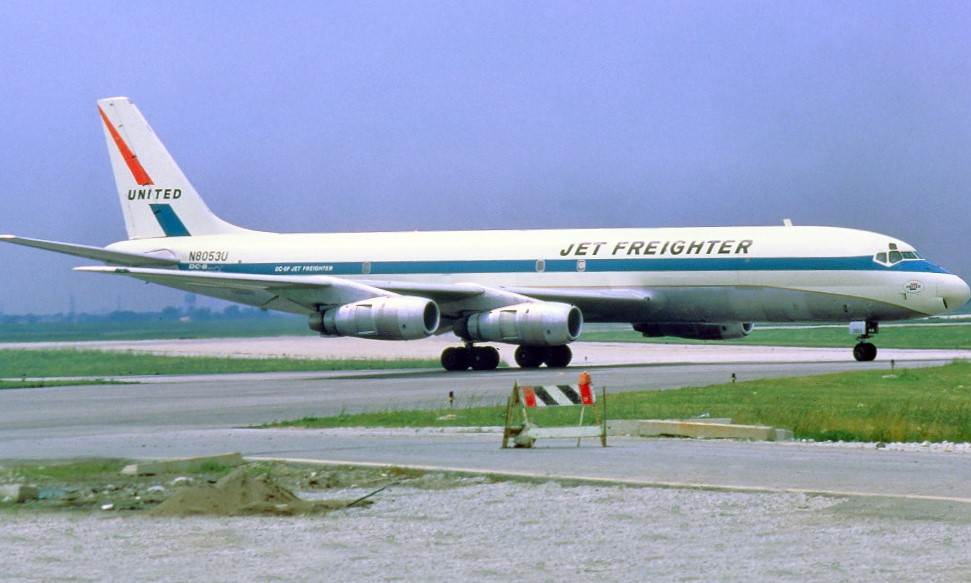
Разбившийся самолёт

Douglas DC-8-54F (регистрационный номер N8053U, заводской 46010, серийный 406) был выпущен в сентябре 1968 года. 31 октября (в отчёте NTSB — 7 ноября) того же года был передан авиакомпании United Airlines Cargo. Оснащён четырьмя турбовентиляторными двигателями Pratt & Whitney JT3D-3B. На день катастрофы совершил 13 474 цикла «взлёт-посадка» и налетал 31 902 часа.

## Экипаж
Экипаж рейса UA2885 состоял из трёх пилотов:
- Командир воздушного судна (КВС) — 55-летний Уильям С. Тодд (англ. William S. Todd). Очень опытный пилот, в авиакомпании United Airlines проработал 27 лет и 9 месяцев (с 4 апреля 1955 года). Управлял самолётами Convair CV-240, CV-340 и CV-440, Boeing 707, Boeing 720, Boeing 727 и Douglas DC-8. Налетал 16 102 часа, 2711 из них на Douglas DC-8.
- Второй пилот — 51-летний Джеймс Г. Дей (англ. James G. Day). Опытный пилот, в авиакомпании United Airlines проработал 16 лет и 9 месяцев (с 21 марта 1966 года). Управлял самолётами Boeing 727 и Douglas DC-8. Налетал 9360 часов, 6493 из них на Douglas DC-8.
- Бортинженер — 50-летний Роберт Э. Ли (англ. Robert E. Lee). В авиакомпании United Airlines проработал 15 лет (с 23 декабря 1967 года). Управлял самолётами Boeing 720, Boeing 727 и Douglas DC-8. Налетал 8827 часов, 4468 из них на Douglas DC-8.

## Хронология событий
Рейс UA2885 вылетел из Кливленда в 01:15 EST. Самолёт летел в Лос-Анджелес с промежуточной остановкой в Детройте. Полёт до Детройта прошёл без происшествий и в 01:52 самолёт приземлился в аэропорту Детройта. В 02:48 при подготовке к взлёту второй пилот (согласно контрольной карте) запросил положение триммеров поверхностей управления (элеронов, руля направления и стабилизатора), но бортинженер в нарушение процедуры дал общий ответ (Установлены) вместо трёх ответов о положении каждой из поверхностей управления. Затем, согласно записи речевого самописца, в 02:49 второй пилот и бортинженер поменялись местами, при этом бортинженер сказал второму пилоту: О, теперь мы меняемся (англ. Oh, we're switching now); возражений от КВС не последовало. В 02:51:05 двигатели были установлены на взлётный режим и в 02:51:41 рейс UA2885 вылетел из Детройта.
Согласно показаниям шестнадцати очевидцев, разгон самолёта по взлётной полосе и отрыв прошли нормально, но самолёт при этом набирал высоту под углом, превышающим нормальный. Самолёт набрал высоту примерно в 300 метров, после чего начал крениться вправо, перешёл в глубокий правый крен (около 90°), затем начал стремительное снижение и в 02:52:11 EST рухнул в поле и полностью разрушился. На месте катастрофы возник сильный пожар, все 3 пилота на борту самолёта погибли.

## Расследование
Расследование причин катастрофы рейса UA2885 проводил Национальный совет по безопасности на транспорте (NTSB).
Непосредственной причиной ненормального угла тангажа при взлёте самолёта был чрезмерный угол установки стабилизатора на кабрирование (-7,5°). Замена второго пилота на бортинженера (предположительно) не позволила своевременно распознать эту ошибку и переставить стабилизатор в нормальное взлётное положение при выполнении контрольной карты перед взлётом. Выполняя взлёт ночью, бортинженер из-за недостатка опыта не смог своевременно распознать неверное пространственное положение самолёта, что привело к сваливанию и сложному пространственному положению самолёта, вывод из которого на малой высоте был невозможен. Следователям NTSB не удалось установить, из-за чего командир не вмешался в управление для исправления ситуации, а его разрешение на обмен рабочих мест между вторым пилотом и бортинженером стало сопутствующим фактором катастрофы.
Окончательный отчёт расследования был опубликован 31 октября 1983 года. Вероятной причиной катастрофы была названа следующая:

Отступление экипажа от процедурных требований контрольной карты не позволило ему определить, что стабилизатор установлен неверно, и исправить его положение, что привело впоследствии к потере управления самолётом. Сопутствующей причиной катастрофы стало то, что командир разрешил бортинженеру, который не был допущен к пилотированию самолёта, занять место второго пилота и выполнить взлёт.
Оригинальный текст (англ.)The flight crew's failure to follow procedural checklist requirements, and to detect and correct a mistrimmed stabiliser before the aircraft became uncontrollable. Contributing to the accident was the captain allowing the second officer, who was not qualified to act as a pilot, to occupy the seat of the first officer and to conduct the take-off.